# Przełęcz Mitla
Przełęcz Mitla (hebr. ‏מיתלה‎, arab. ‏ممر متلة‎) – przełęcz na Półwyspie Synaj w muhafazie Synaj Północny (w jego południowo-zachodniej części) w Egipcie, ok. 50 km na wschód od Suezu. Przełęczą biegnie droga z Taby przez Nachl do Suezu. Miały tu miejsce ciężkie walki między armią egipską a izraelską w latach 1956, 1967 i 1973.
29 października 1956 roku o godzinie 17.00 Izrael rozpoczął operację „Kadesz”. Izraelczycy wysadzili desant spadochronowy na Przełęczy Mitla (315 km od granic Izraela i 45 km od Kanału Sueskiego). Jednocześnie jedna brygada spadochronowa rozpoczęła lądem marsz w kierunku Przełęczy Mitla. Opanowanie jej odcinało część egipskich oddziałów w rejonie Gazy od możliwości wzmocnienia i przegrupowania ich sił.
W nocy z 7 na 8 czerwca 1967 r. izraelskie oddziały grupy operacyjnej „Południe” opanowały strategiczne miasto Nachl w centrum półwyspu Synaj. Posuwając się szybkimi kolumnami zmotoryzowanymi Izraelczycy okrążali i likwidowali w ciężkich walkach egipskie pancerne oddziały. Niektóre egipskie oddziały próbowały wyrąbać sobie drogę odwrotu do Kanału Sueskiego. Walki w rejonie Gifgafy i przełęczy Mitla przybrały kształt wielkiej bitwy pancernej, największej od czasów II wojny światowej. Wzięło w niej udział 1 100 wozów bojowych po obu stronach. Wieczorem 8 czerwca 1967 r., wiele wykrwawionych oddziałów egipskich złożyło broń. 8 czerwca 1967 r. izraelskie samoloty zestrzeliły w walkach powietrznych dziewięć egipskich samolotów.